# Instalator (informatyka)
Instalator (ang. installer, setup program) – program komputerowy, który służy do instalowania innych programów na komputerze.
Instalator może znajdować się w systemie operacyjnym i instalować różne programy (metoda charakterystyczna dla systemów klasy Unix) lub być dołączony do danego programu i służyć do instalacji tylko jego (metoda charakterystyczna dla systemu Windows).

## Zastosowanie
Instalatory automatyzują proces instalacji i deinstalacji oprogramowania w systemie operacyjnym, oszczędzając użytkownikom konieczności samodzielnego kopiowania plików danego programu do odpowiednich katalogów oraz innych niezbędnych operacji np. konfiguracyjnych.
W systemach klasy Unix (np. GNU/Linux, BSD) najczęściej funkcjonują rozbudowane instalatory pozwalające również na efektywne zarządzanie oprogramowaniem, a także automatyczną jego aktualizację (tj. zastąpienie starszej wersji nowszą) oraz wyszukiwanie żądanych programów według nazwy lub opisu w repozytoriach internetowych i instalowanie ich. Często dbają też o spełnienie wzajemnych zależności programów.

## Popularne instalatory

### SystemGNU/Linux
- RPM (Red Hat Package Manager) jest to podsystem zarządzający oprogramowaniem stosowany pierwotnie w dystrybucji Red Hat, obecnie w wielu innych, np. SuSE, PLD, Mandriva
- DEB jest to podsystem zarządzający oprogramowaniem stosowany pierwotnie w dystrybucji Debian, obecnie w wielu innych, np. Ubuntu, Knoppix
- TGZ jest to prosta forma pakietu oprogramowania stosowana w dystrybucjach Slackware i pochodnych, np. Kate OS.
- Autopackage to plik wykonywalny o nazwie z rozszerzeniem .package zdolny do instalacji zawartego w sobie programu w łatwy sposób w dowolnej dystrybucji.
- LSB to pakiety oprogramowania zgodne z Linux Standard Base

### SystemWindows
- Windows Installer (msiexec.exe i pliki .msi). Firmy produkujące instalatory to: InstallShield, SetupBuilder, Wise, MaSaI Solutions, InstallAware, Smart Install Maker, BitRock i OnDemand. Większość z nich potrafi stworzyć pakiety MSI, jak i swoje własne pliki wykonywalne.

Instalatory rozpakowują pliki programu i wpisują odpowiednie informacje do rejestru systemowego.